# Magyarádtanya
Magyarádtanya románul: Măghierat, falu Romániában, Erdélyben, Fehér megyében.

## Fekvése
Vingárd közelében fekvő település.

## Története
Magyarádtanya korábban Vingárd része volt, 1956-ban 74 lakossal.
1966-ban 54, 1977-ben 29, 1992-ben 12, 2002-ben 8 román lakosa volt.